# Ingrid Oliver
Ingrid Oliver, född 25 februari 1977, är en tyskfödd brittisk skådespelerska och komiker. Hon är känd för att ha spelat Petronella Osgood, en bikaraktär i BBC:s tv-serie Doctor Who.

## Karriär
Oliver och hennes komedipartner Lorna Watson träffades på Tiffin Girls' School i Kingston upon Thames. I september 2005 framförde Watson och Oliver sin första show tillsammans på Canal Cafe Theatre i London. Sedan dess har de tagit utsålda shower till Edinburgh Festival Fringe, både 2006 och 2007. 
Oliver har uppträtt i olika radio- och tv-program, inklusive Doc Martin med Martin Clunes i huvudrollen, The Penny Dreadfuls radioserie The Penny Dreadfuls Present..., Bröderna Faversham och radioserien Another Case of Milton Jones. Hon spelade rollen som Natalie i Peep Show på Channel 4.

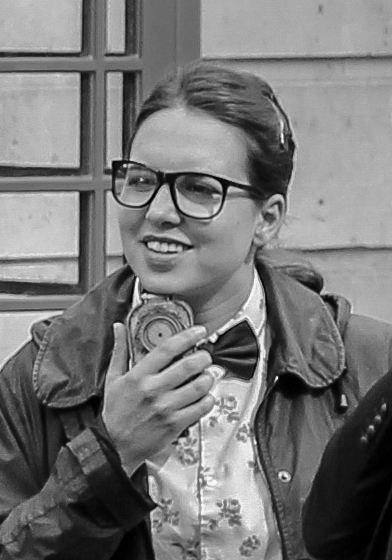
Oliver på inspelningen av Doctor Who i Cardiff 2014.

Hon dyker upp i filmen Angus, Thongs and Perfect Snogging som Miss Stamp, och i början av 2009 kunde hon ses i Channel 4:s sitcom Plus One.
Året 2010 spelade Oliver Mimi Throckmorton i Material Girl på BBC One, tillsammans med Lenora Crichlow och Dervla Kirwan. 2012 dök hon upp på Let's Dance For Sport Relief tillsammans med komedipartnern Lorna Watson, dansande Boléro, känt som Torvill och Dean. Året därpå dök hon upp i det första avsnittet av The Great Comic Relief Bake Off och utsågs till "Star Baker". Samma år dök hon upp i 50-årsjubileumsspecialen för Doctor Who, "The Day of the Doctor", som Petronella Osgood. Hon gjorde om rollen i avsnitten "Death in Heaven", "The Zygon Invasion", "The Zygon Inversion", UNIT, en spinoffserie för ljuddrama producerad av Big Finish Productions, och Doctor Who: Redacted, en BBC-radiodramaspin-offserie.

## Privatliv
Oliver föddes av en tysk far och engelsk mor. Hennes farfar, Eric Gideon, var en veteran från landstigningen i Normandie som dog 2017, kort efter att ha mottagit Hederslegionen för sin tjänst i Frankrike under kriget. Hennes mamma är den konservativa parlamentsledamoten Jo Gideon, som blev parlamentsledamot (MP) för Stoke-on-Trent Central 2019. Oliver har brittisk och tysk nationalitet.
Året 2021 inledde hon ett förhållande med Richard Osman, de förlovade sig i maj 2022 och gifte sig i december 2022. De träffades när hon var en tävlande i tv-kändisquizprogrammet Richard Osmans House of Games.